# Up (álbum de R.E.M.)
Up es el undécimo álbum del grupo estadounidesnse R.E.M.. Fue el primer álbum realizado sin Bill Berry, el batería original de la banda, que por motivos de salud la abandonó en octubre de 1997. Aproximadamente un año después fue publicado el disco, concretamente el 26 de octubre de 1998. El primer sencillo del álbum es Daysleeper.
En 2005, Warner Bros. Records lanzó una edición doble con el CD original más un disco DVD-Audio, que incluye una mezcla del álbum con sonido envolvente Dolby 5.1 realizada por Elliot Scheiner. El booklet corresponde al del álbum original mejorado con la inclusión de notas.

## Lista de reproducción
Todas las canciones fueron escritas por Peter Buck, Mike Mills y Michael Stipe excepto las indicadas.
1. "Airportman" – 4:12
2. "Lotus" – 4:30
3. "Suspicion" – 5:36
4. "Hope" (Leonard Cohen, Buck, Mills, Stipe) – 5:02
5. "At My Most Beautiful" – 3:35
6. "The Apologist" – 4:30
7. "Sad Professor" – 4:01
8. "You're in the Air" – 5:22
9. "Walk Unafraid" – 4:31
10. "Why Not Smile" – 4:03
11. "Daysleeper" – 3:40
12. "Diminished"² – 6:01
13. "Parakeet" – 4:09
14. "Falls to Climb" – 5:06

## Intérpretes
Tras la retirada de Bill Berry la batería fue tocada en este disco por Joey Waronker.
- Michael Stipe- voz y guitarra
- Mike Mills- teclado, bajo, guitarra y voz
- Peter Buck- guitarra, bajo teclado y percusión
- Scott McCaughey- teclado, percusión
- Joey Waronker- batería, percusión
- Barrett Martin- percusión

- Datos: Q1459277